# Lunel
Lunel (en occitano: Lunèl) es una localidad y comuna francesa situada en el departamento de Hérault, en la región de Occitania, en una zona geográficamente pantanosa.
El gentilicio de sus habitantes es lunellois en francés, si bien se les conoce como Pescalunes (del occitano: pescaluna) o sea "pescadores de lunas".

## Demografía
| 4 170 | 4 227 | 4 196 | 5 554 | 6 385 | 6 320 | 6 639 | 6 392 | 6 712 | 6 737 | 6 989 | 7 281 | 8 315 |
| Para los censos de 1962 a 1999 la población legal corresponde a la población sin duplicidades (Fuente: INSEE [Consultar]) |       |       |       |       |       |       |       |       |       |       |       |       |

| 6 487 | 6 667 | 6 793 | 7 203 | 7 532 | 7 489 | 7 730 | 7 539 | 8 268 | 8 435 | 7 665 | 7 775 | 7 758 |
| Para los censos de 1962 a 1999 la población legal corresponde a la población sin duplicidades (Fuente: INSEE [Consultar]) |       |       |       |       |       |       |       |       |       |       |       |       |

| 8 872 | 10 735 | 13 452 | 15 648 | 18 404 | 22 352 | 24 044 | 25 565 | 26 002 | 26 385 |
| Para los censos de 1962 a 1999 la población legal corresponde a la población sin duplicidades (Fuente: INSEE [Consultar]) |        |        |        |        |        |        |        |        |        |

## Historia
Es difícil datar con precisión cuando se asentó la primera población en Lunel, pero se referencia que en el año 1000, la zona fue cedida a la familia Gaucelm, primeros señores de Lunel, por parte del barón de Sauve. 
Lunel se desarrolló principalmente como ciudad, a partir de principios del siglo XVIII en torno a la construcción de un canal que la comunicaba con la costa mediterránea.

## Personajes ilustres
- Localidad natal del realizador de cine Louis Feuillade, director del primer film dedicado a la figura de Fantômas.
- Lugar de nacimiento de Roger duque de Lunel, quien luchó durante la primera cruzada en contra de los turcos por Tierra Santa, vasallo de Raimundo IV de Tolosa y señor de Pedro Bartolomé, monje místico de Francia. Aparece en la novela de Stephen J Rivelle "El Cruzado"
- El cantante francés Julien Doré hizo sus estudios en Lunel.